# 無常
無常（むじょう、巴: anicca, アニッチャ、梵: anitya, アニティヤ/アニトヤ）とは、仏教における中核教義の一つであり、三相のひとつ。生滅変化してうつりかわり、しばらくも同じ状態に留まらないこと。非常（ひじょう）ともいう。対義語は常住。
あらゆるもの（有為法）が無常であることを諸行無常といい、三法印の1つに数える。

## 概略
釈尊が成道して悟った時、衆生の多くは人間世界のこの世が、無常であるのに常と見て、苦に満ちているのに楽と考え、人間本位の自我は無我であるのに我があると考え、不浄なものを浄らかだと見なしていた。これを四顛倒（してんどう＝さかさまな見方）という。
この「無常」を説明するのに、「刹那無常」（念念無常）と「相続無常」の二つの説明の仕方がある。刹那無常とは、現象は一刹那一瞬に生滅すると言う姿を指し、相続無常とは、人が死んだり、草木が枯れたり、水が蒸発したりするような生滅の過程の姿を見る場合を指して言うと、説明されている。
この無常については、「諸行無常」として三法印・四法印の筆頭に上げられて、仏教の根本的な考え方であるとされている。
なお大乗仏教では、世間の衆生が「常」であると見るのを、まず否定し「無常｣であるとしてから、仏や涅槃こそ真実の「常住」であると説いた。これを常楽我浄と言うが、これについては大乗の大般涅槃経に詳しい。

## 日本人と「無常」
「祇園精舎の鐘の声」で始まる軍記物語『平家物語』、西行の「願はくは花の下にて春死なん その如月の望月の頃」に代表される散りゆく桜と人生の儚さ、卜部兼好の随筆『徒然草』、「ゆく河の流れは絶えずして、しかも、もとの水にあらず」で始まる鴨長明の『方丈記』など、仏教的無常観を抜きに日本の中世文学を語ることはできない。単に「花」と言えば桜を指し、今なお日本人が桜を愛してやまないのは、その美しく儚き散り際に常なき様、万物は流転すること、すなわち無常を感じるからとされる。「永遠なるもの」を追求し、そこに美を感じ取る西洋人の姿勢に対し、日本人の多くは移ろいゆくものにこそ美を感じる傾向を根強く持っているとされる。「無常」「無常観」は、中世以来長い間培ってきた日本人の美意識の特徴の一つと言ってよかろう。